# Hubert
Hubert je mužské jméno germánského původu. Je odvozeno ze jména Hugberaht s významem „duchaplný člověk, skvělé mysli“ (hugu – mysl, bert – jasný). Další podobou je Hugbert i Hugo.
V českém občanském kalendáři má svátek 3. listopadu.

## Statistické údaje
Následující tabulka uvádí četnost jména v ČR a pořadí mezi mužskými jmény ve srovnání dvou roků, pro které jsou dostupné údaje MV ČR – lze z ní tedy vysledovat trend v užívání tohoto jména:
| Rok       | Četnost   | Pořadí   |
| 1999      | 1384      | 141.     |
| 2002      | 1335      | 142.     |
| Porovnání | o 49 méně | o 1 hůře |
| 2006      | 1253      | 157.     |

Změna procentního zastoupení tohoto jména mezi žijícími muži v ČR (tj. procentní změna se započítáním celkového úbytku mužů v ČR za sledované tři roky 1999-2002) je -2,8%.

## Hubert v jiných jazycích
- Slovensky, maďarsky, anglicky, francouzsky: Hubert
- Polsky: Hubert nebo Hubertus
- Italsky: Uberto
- Španělsky: Huberto
- Latinsky: Hubertus
- Německy: Hubert nebo Hubertus nebo Hugbert

## Známí nositelé jména
- Svatý Hubert – katolický svatý
- Hubert de Givenchy – francouzský módní návrhář
- Hubert Hänsel – německý spisovatel
- Hubert Ripka – český politik
- Hubert Selby – americký spisovatel
- Hubert Strolz – rakouský lyžař